# John R. Womersley
John R. Womersley   (Morley, 20 de juny de 1907 - Columbus, 7 de març de 1958) va ser un matemàtic britànic.
Va estudiar matemàtiques a l'Imperial College London, en el qual es va graduar el 1930, i posteriorment va treballar al Shirley Institute de Manchester, un institut de recerca de l'industria cotonera. Durant la Segona Guerra Mundial va treballar per al Ministeri de Subministraments. Al final de la guerra va ser nomenat superintendent de la Divisió de Matemàtiques del Laboratori Nacional de Física. Va encunyar el nom de Automatic Computing Engine (ACE) per a la primera computadora electrònica desenvolupada allà i va reclutar Alan Turing per treballar-hi. Se'l recorda principalment per la seva contribució a la dinàmica de fluids arterials i pel nombre de Womersley, una paràmetre adimensional de la relació de la freqüència del flux pulsàtil amb la viscositat, concepte que va tenir grans aplicacions en la medicina. Després de treballar uns anys per l'empresa d'informàtica British Tabulating Machine, durant els darrers anys de la seva vida va treballar per les Forces Aèries dels Estats Units d'Amèrica a la base aérea de Wright a Dayton (Ohio) on va morir d'un càncer el 1958 als cinquanta anys.